# シーダーズの戦い
シーダーズの戦い（英: Battle of The Cedars）は、アメリカ独立戦争初期の大陸軍によるカナダ侵攻作戦中1776年5月18日から27日にかけて行われた一連の軍事的衝突である。これらの戦闘はモントリオール市の西28マイル (45 km) にあるシーダーズ（フランス語でレ・セドレ）付近で起こり、小戦闘ばかりだった。大陸軍の部隊が主にイロコイ族インディアンの大部隊と少数の民兵を率いるイギリス軍の抵抗を受けた。
モントリオールの大陸軍守備隊を指揮していたベネディクト・アーノルド准将は、イギリス軍とインディアンがモントリオールの西で軍事的な準備をしているとの噂を耳にした後、1776年4月にシーダーズに分遣隊を置いた。この分遣隊はイギリス軍のジョージ・フォースター大尉が率いるイギリス兵とインディアンの連合軍と対峙した後の5月19日に降伏した。シーダーズに向かっていた大陸軍の援軍も5月20日に短時間の小競り合い後に捕獲された。アーノルドがこの地域にそこそこの勢力の部隊を率いて来ており、これらの捕虜は全てフォースターとアーノルドとの交渉後に釈放された。その交換条件は大陸軍が捕まえていた捕虜を同数だけ釈放することだった。しかし、この取引は大陸会議によって拒否され、イギリス兵の捕虜は釈放されなかった。
シーダーズで大陸軍を率いていたティモシー・ベデル大佐とアイザック・バターフィールド中尉は、その責任について大陸軍から軍法会議に掛けられ、解雇された。ベデルは改めて志願兵として功績を挙げ、1777年に新しい任官を受けた。この戦闘に関する報告はしばしば絵入りで被害を異常に誇張したものがあり、イギリス軍の大半を占めていたイロコイ族が行った残虐行為については嘘の証言もあった。

## 背景
シーダーズは現代のモントリオール市中心部から約28マイル (45 km)、セントローレンス川の北岸にあり、オタワ川を分けるモントリオール島西端から南西にあった。セントローレンス川のこのあたりは急流だったので陸上輸送を必要とし、川からモントリオールに出入りする者にとって戦略的な上陸点だった。オタワ川を渡るときはアン砦とカンズ・シェーヌ（現在のボードレール）の間で行われた。

### モントリオール
アメリカ独立戦争初期の1775年9月、大陸軍は先ずフィリップ・スカイラー少将、その後リチャード・モントゴメリー准将の指揮でイギリス領カナダのケベック植民地に侵攻した。セントジョンズ砦が陥落した後の11月13日にはモントリオール市が戦闘無しに占領された。モントゴメリーはケベック市に進軍するために、モントリオール市にはデイビッド・ウースター少将の下に守備隊を残していった。モントリオール市の占領は管理がまずく、アメリカ側を支持する者を含め住民と大陸軍との関係が様々な理由で悪化した。このまずい関係を作った重要要因の1つはセントローレンス川上流や五大湖のインディアンとの交易を禁じたことだった。これは交易で得られた物資がそれらの地域にいるイギリス軍守備隊を支援するために使われる可能性があるからだった。モントリオール市にとって毛皮貿易は経済的に重要なものであり、それが無くなることはアメリカ側を支持する者も反対する者にとっても影響を与えた。

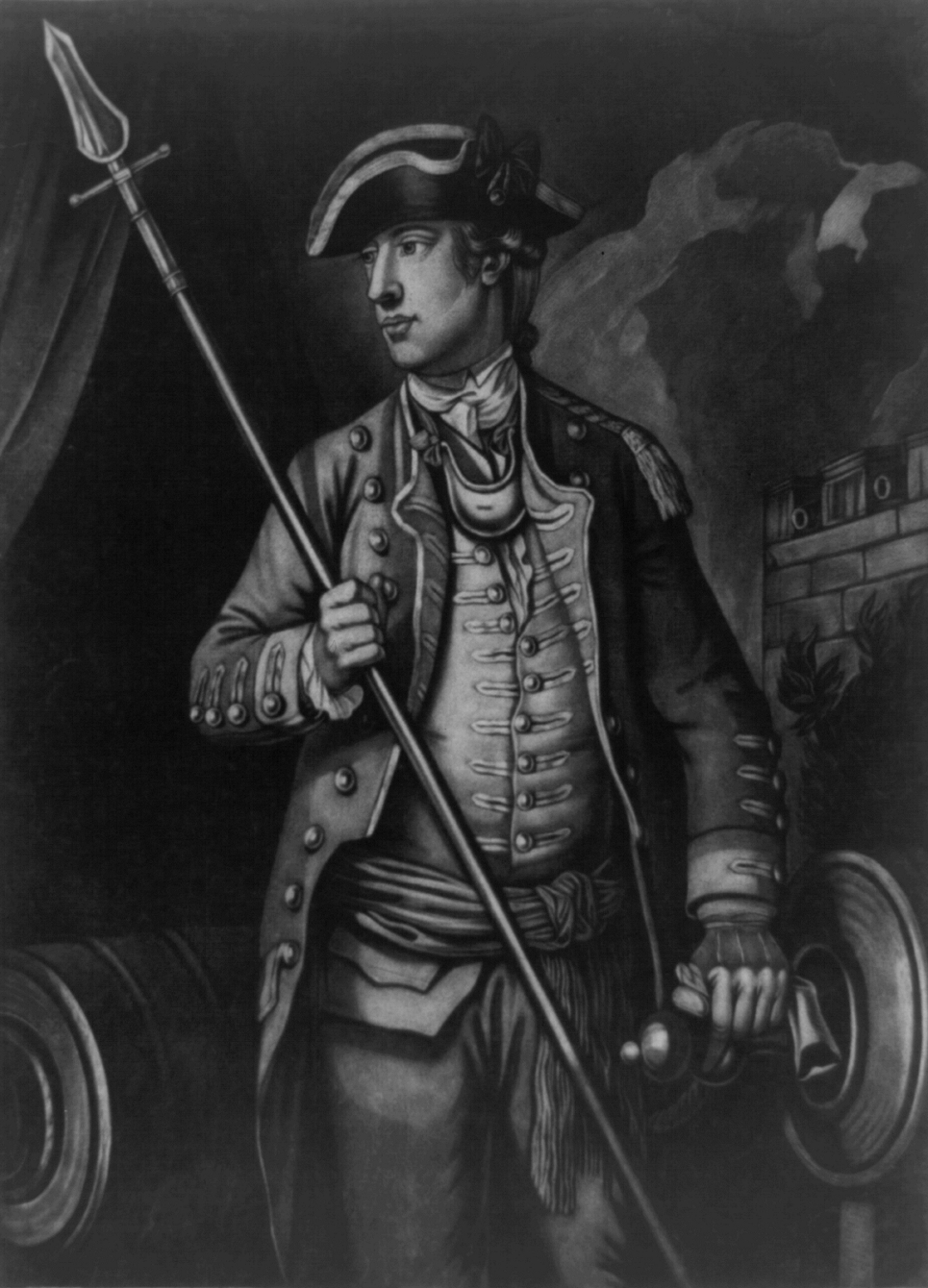
デイビッド・ウースター少将

1775年の大晦日にあったケベックの戦いで大陸軍が敗北した後、ウースターはケベック市に援軍を率いて動いた。ウースターは1776年4月初旬にケベック市に到着し、モントリオール市の軍管理は一時的にモーゼス・ヘイズン大佐に、さらに後にはケベックから戻ってきたベネディクト・アーノルドに任された。市を占領している大陸軍守備隊は総勢約500名であり、他に市郊外の前進基地にも幾らかの部隊がいた。ウースターは3月5日には既にスカイラー少将に宛てて、市の西部でイギリス軍とインディアンが動いているという噂を伝えていた。これらの警告文書に加え、2人の毛皮交易業者と、モントリオールにいたイギリス側インディアン代理人クロード・ド・ロリミエが承諾を得ずに市を離れたこともあり、ヘイズンはベデル連隊のティモシー・ベデル大佐に400名の兵士をつけて、4月初旬に戦略的な拠点であるシーダーズを占領するために派遣した。アイザック・バターフィールド中尉が先遣隊を率いて4月26日にシーダーズに到着し、木製の防御柵を備えた砦の建設を始め、2門の4ポンド砲で攻撃に備えた。ベデルと残りの部隊は5月6日に到着した。

### イギリス軍からの参戦の呼びかけ
インディアン代理人のクロード・ド・ロリミエは西のオスウェガッチーに行った。そこではイギリス軍第8歩兵連隊のジョージ・フォースターが指揮する1個中隊がプレゼンタシオン砦に駐屯していた。ロリミエはインディアンの戦士を徴兵してモントリオール市の西から大陸軍に攻撃を掛けることを提案した。これにフォースターも同意し、ロリミエはセントレジスに行って、アクウェサスンから100名のモホーク族インディアンを徴兵した。この動きに関する情報によって大陸軍はシーダーズの防御を固めることになった。
5月初旬、ナイアガラ砦でロイヤリストのジョン・バトラー大尉が、主にイロコイ連邦に属する6部族からの数百名のインディアンと会合を開いた。バトラーの目的はそれらインディアンが1775年に行った中立の誓約を破らせることだった。バトラーは経験を積んだインディアン代理人であり、インディアンに酒を飲ませ、戦闘の話を持ちかけた。結局セネカ族、カユガ族およびオノンダガ族の戦士50名以上をイギリス側につくよう説得し、さらに西部の地域からも幾らかの戦士を募った。歴史家達はこれら徴兵に応じた者達がシーダーズの戦いに参戦したか確認出来ていないが、その可能性は薄いと考えられる。歴史家のスタンレー（Stanley (1973)）は、参戦したインディアンは遠くガナノクまで徴兵に行っていたロリミエが徴兵した者に限られとの意見である。ランクトット（Lanctot (1967)）とスミス（Smith）は戦闘に参加した者の具体的部族を特定していない.。
ロリミエと共にモントリオールを離れた毛皮交易業者の一人であるジェイムズ・スタンレー・ゴッダードはさらに西まで進んだが、結局ケベックを占領している大陸軍に反抗するインディアン部隊を起ち上げられなかった。ゴッダードは6月にミチリマキナック砦に到着し、そこのイギリス軍指揮官であるアレント・ドペイスターがグリーンベイ近くのメノミニー族とウィネバゴ族インディアンを徴兵するためにゴッダードを派遣した。これと同時にドペイスターは地元のインディアン通訳ジョセフ・エインスを、砦に近いインディアン部族から徴兵するために派遣した。これらの者に徴兵されたインディアンは、大陸軍がモントリオール市を離れる前に到着することはなかった。

## 前哨戦
ロリミエはオスウェガッチーで戦力が集まり始めると、同調的な牧師と共にシーダーズの近くで部隊に物資を供給するための手配を行った。第8歩兵連隊の兵士の援助も得て、セントローレンス川を渡ることができる地点近くに「バトー」と呼ばれる喫水の浅い船を幾隻か隠した。
フォースターは約40名の正規兵、10名の英語と仏語を話すカナダ民兵、および160名のイロコイ族インディアンと共に5月12日にオスウェガッチーを出発した。5月14日、セントフランシスでさらに44名のイロコイ族インディアンを加え、5月16日にはセントフランシス湖の西端で宿営した。5月17日、シーダーズにいる敵軍の勢力について斥候の報告を受けた。インディアン達は敵軍の勢力を心配していたが、大陸軍がケベック市から退却しつつあるという報せが入り、これが彼等を勇気づけることになった。
5月15日、ベデル大佐がシーダーズを離れ、砦の指揮はバターフィールド中尉に任せた。ベデルは後に、この出立の理由が友好的コーナワガ族インディアンと会見するためだったと主張した。その軍法会議の席で、判事達はこの主張は疑わしいと結論づけた。ベデルはモントリオールに戻り、フォースター大尉が指揮する第8歩兵連隊の150名とイロコイ族インディアン500名が砦に接近しつつあると報告した。この報告を受けたジョン・パターソンはその連隊の中からヘンリー・シャーバーン少佐に140名の兵士を付けてシーダーズに派遣した。アーノルド将軍は当時ソレルで撤退途中の大陸軍指揮官と会談しており、モントリオールからの報せで市に戻り、さらに大きな救援部隊の編成に取り掛かった。

## 戦闘

### シーダーズ

部隊の動きを示す地図、イギリス軍の動きは赤で、大陸軍の動きは青で示す。

フォースターの部隊は5月18日に大陸軍が駐屯している砦の近くで上陸し、大陸軍の降伏を要求する伝令を送った。バターフィールドは武装したままの撤退を要請したが、フォースターが拒んだ。両軍は銃火を交わした。その戦闘の最中にフォースターはシャーバーンの部隊がオタワ川をモントリオール島からカンズシェーヌに渡ったが、シーダーズが既に陥落していると思って再度川を渡って撤退したという報せを受け取った。この報せで包囲側は翌日の攻撃をさらに強めることになった。イギリス軍にはジャン＝バティスト・テスタール・ド・モンティニーの指揮で40名のカナダ人が到着して勢力を増した。フォースターはこの部隊をシャーバーン隊の攻撃に派遣した。シャーバーン隊が再度前進を開始したという報せがフォースターの元に届いたが、バターフィールドはこれを知らずに砦の降伏を通知してきた。降伏の条件には捕虜になった兵士の身の安全を保証することも含まれていた。イロコイ族は砦の中の店を略奪し、捕虜達には貴重な個人の所有品を入れておく小さな袋さえも所持を許さなかった。

### カンズシェーヌ
シャーバーン隊は5月17日、オタワ川を挟んでカンズシェーヌの対岸、アン砦に到着した。翌日川向こうに送った斥候はロリミエに捕獲された。その斥候は自分が捕まったことをシャーバーンに報せることを許された。その伝言には500名のインディアンがシーダーズで砦を囲んでいることも含まれていた。その結果、シャーバーンは渡河を遅らせることを決め、モントリオールにはさらに援軍を送ってくれるよう要請する伝言を送った。
5月20日、シャーバーンは前進を決断した。その兵士達の何人かは明らかに天然痘の後遺症に苦しんでいたので、彼等は後方に残した。シャーバーン隊は約100名の部隊でシーダーズから約10マイル (16 km) 離れたカンズシェーヌに上陸した。この渡河の情報を受け取ったフォースターは、ロリミエに100名のインディアンを率いてシャーバーン隊を阻止するよう命じた。ロリミエは当初40名の戦士を集めただけだったが、道すがら他に40名が集まってきた。シャーバーンはバターフィールドが既に降伏したことを知らず、前進してくるロリミエの部隊に直接自隊をぶつけた。両軍はおよそ40分間戦闘を交わしたが、自隊より多勢の敵に攻撃されていると信じていたシャーバーンが降伏した。イロコイ族は捕虜が砦の守備隊ではなかったので、自分達の戦利品だと主張し、自分達の損失に対する報復のために捕虜の何人かを殺す準備をした。フォースターが身代金を払ってそれを何とか食い止めた。しかし捕虜が着ている衣類を除いて所持品全てをイロコイ族が奪うのを止めることはできなかった。

### アーノルドの救援

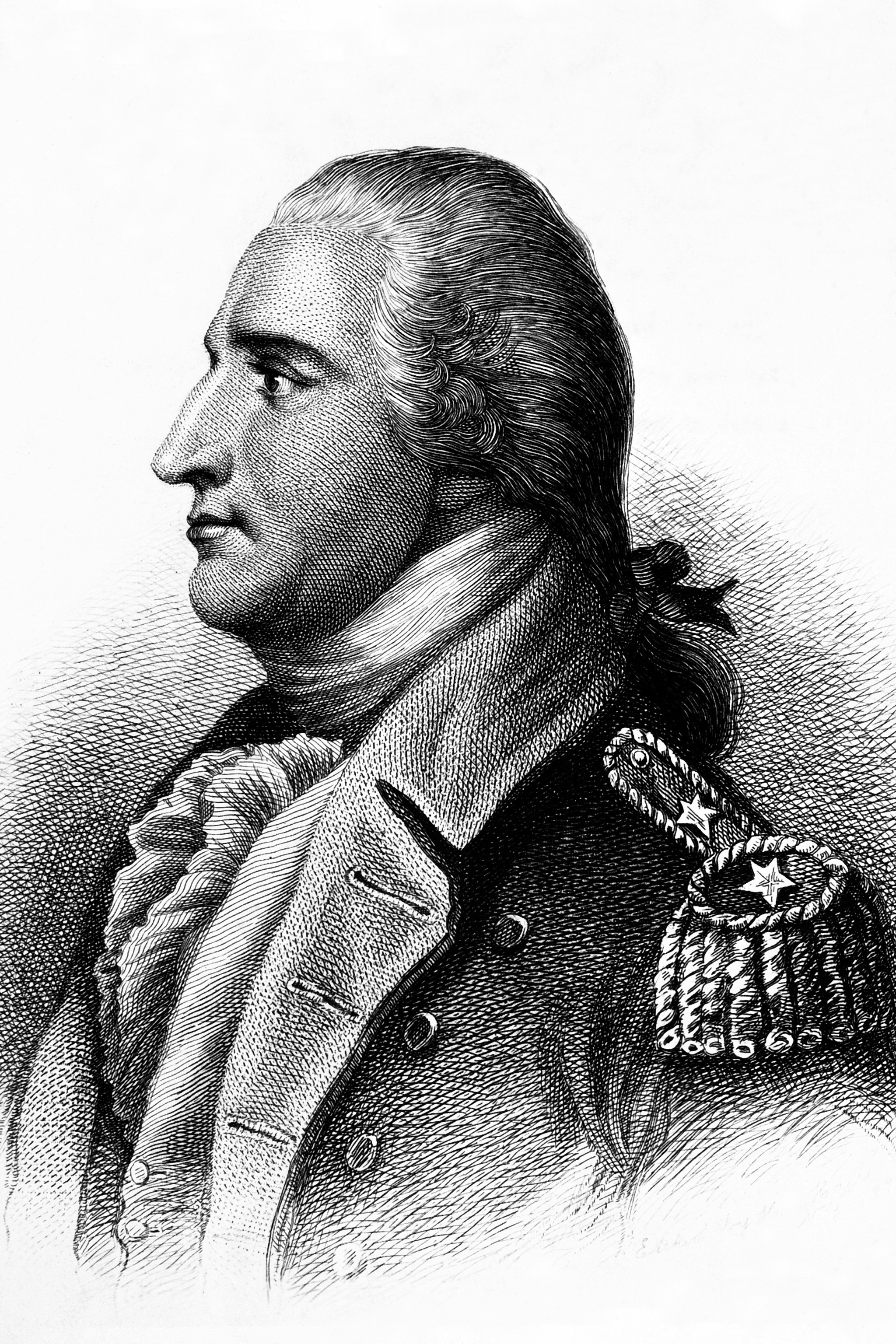
ベネディクト・アーノルド准将

フォースターはその戦勝の後で捕虜全てを含む部隊をカンズシェーヌまで動かし、そこでさらに多くのロイヤリスト民兵が集結した。そこに捕虜の幾らかを残し、5月23日にはモントリオール島の南西端にありモンティニーが所有する防御施設センネビル砦に前進した。一方大陸軍のアーノルド将軍はモントリオールに残っていた数少ない兵士の大半を寄せ集め、市外の前進基地に駐屯する部隊にも援軍を要請した。5月24日までに市の南にあるラシーンに塹壕を掘らせ、その総勢は450名に達した。フォースターはラシーンに向かって進軍を始めたが、その斥候がアーノルド隊の陣地について情報をもたらしたときにカンズシェーヌへの後退を決断した。フォースターはモントリオール市内からアーノルド隊は大量の援軍を得る予定だという情報も受け取った。その援軍の数は1,500とも2,000とも言われたが、これはこの地域で集められる数を超えていた。
アーノルドはフォースター隊が後退しているという斥候の報告に接して追撃を始めた。5月26日にはセンネビル砦に到着してこれを燃やしたが、それはフォースター隊の兵士がカンズシェーヌの岸に上陸した時だった。アーノルドは大陸軍に友好的なモホーク族インディアンの集団をイギリス軍に派遣し、フォースターに捕虜を解放するよう要求し、もし捕虜に危害を加えれば、地域のインディアン集落を破壊するという脅しをかけた。フォースターは、アーノルドが攻撃を始めれば、インディアンに捕虜を殺すことを認めることになると反論した。アーノルドは平底舟で多くの兵士を連れてオタワ川を渡ろうとしたが、フォースターはシーダーズで捕獲した4ポンド砲を使ってこれを撃退した。

戦闘後の動き:
·A,B: イギリス軍のセネビル砦への移動、5月20日-23日
·C: イギリス軍の撤退、5月24日-25日
·D,E: 大陸軍のオタワ川を渡った進軍、5月26日

アーノルドは作戦会議を招集し、選択肢を協議した。アーノルドは翌朝急襲を掛けることを望んだが、フレンチ・インディアン戦争でインディアンとの戦闘体験を積んでいたモーゼス・ヘイズンがその考えに反対した。この2人の間の不一致は激しいものがあり、アーノルドがヘイズンを命令不服従で起訴する寸前までいった。作戦会議はアーノルドの提案する攻撃作戦を票決にかけ、行動しないことに決めた。5月27日早朝、1隻の船が川を渡り、シャーバーン少佐とフォースターの副官であるパーク中尉を運んできた。フォースター隊はインディアンの何人かがその家に戻って勢力が減じていたので、シャーバーンやバターフィールドと捕虜交換を交渉した。さらに交渉が続いた後で、アーノルドもフォースターも交換条件に同意した。大陸軍捕虜は、川面の風が強かったために2日遅れて5月30日にアン砦にいるアーノルドの所に戻された。

## 戦いの後
大陸軍側は自軍の捕虜交換を実行しなかった。正式には大陸会議がジョージ・ワシントンの抗議にも拘わらず同意事項を否定し、フォースターが捕虜をインディアンに渡すことで虐待したと非難した。エチケット違反を糾弾する手紙が、イギリス軍総司令官で植民地総督のガイ・カールトンではなく、ジョン・バーゴイン中将に宛てて送られた。この大陸軍の行動は、当時モントリオールにいた大陸会議代表団の一員チャールズ・キャロルから「100人以上のアメリカ兵が野蛮人に残酷に殺害された」という過剰に悲惨さを伝える証言によって、悪い方に動いた可能性がある。この事件に関するアーノルドの報告書には、2人の捕虜がフォースターのインディアンに殺されたという根拠の無い陳述が含まれていた。この事件に関する歴史資料では（例えば1882年のジョーンズ（Jones）による史料）インディアンによるかなりの残虐行為に関する証言が含まれているが、これを支持する証拠はほとんど見つかっていない。この大陸会議による拒否は1781年の捕虜交換のときに事態を複雑にした。このときはイギリス軍のバーゴインと、サウスカロライナ州出身の大陸会議代表でロンドン塔に拘禁されていたヘンリー・ローレンスの交換だった。ローレンスはチャールズ・コーンウォリス解放の交渉を援助する約束と引き換えに解放された。
アーノルドは当初この敗北の責任をベデルに負わせた。アーノルドはベデルとバターフィールドを指揮系統から外し、軍法会議のためにソレルに送った。大陸軍がソレルから撤退したために、2人の軍法会議は1776年8月1日になってタイコンデロガ砦で行われた。2人共に有罪とされ軍隊から解雇された。ベデルは志願兵として従軍を続け、1777年10月にバーゴインが降伏した後、大陸会議から新しい任官を与えられた。